# (5075) Goryachev
(5075) Goryachev es un asteroide perteneciente al cinturón de asteroides, descubierto el 13 de octubre de 1969 por Bela Burnasheva desde el Observatorio Astrofísico de Crimea (República de Crimea).

## Designación y nombre
Designado provisionalmente como 1969 TN4. Fue nombrado Goryachev en honor al astrónomo ruso soviético Nikolaj Nikanorovich Goryachev, profesor de astronomía en la Universidad Estatal de Tomsk, que en el año 1920 fundó el departamento de astronomía y lo dirigió hasta el año 1940. Fue autor de numerosos artículos sobre mecánica celeste, cometas, meteoritos y astrometría.

## Características orbitales
Goryachev está situado a una distancia media del Sol de 2,413 ua, pudiendo alejarse hasta 2,833 ua y acercarse hasta 1,993 ua. Su excentricidad es 0,174 y la inclinación orbital 1,325 grados. Emplea 1369,43 días en completar una órbita alrededor del Sol.

## Características físicas
La magnitud absoluta de Goryachev es 13,7. Tiene 4,839 km de diámetro y su albedo se estima en 0,3.